# Al Dhagaya
Al Dhagaya (in arabo الضغاية‎?), anche detto Al Daghaya,  è una comunità dell'Emirato di Dubai, negli Emirati Arabi Uniti. Si trova nel Settore 1 nella zona settentrionale di Dubai, nel quartiere storico di Deira. 

## Territorio
Il territorio occupa un'area di 0,2 km² nel centro dell'antico quartiere di Deira.
Al Dhagaya ha anche un importante distretto economico con Suk e mercati tradizionali. Il Dubai Gold Souk si trova nella zona sud-occidentale del quartiere, al confine con il quartiere di Al Ras. Inoltre, diversi altri negozi tradizionali negozi come ARY Gioielli e Gioielleria Gioia Allukas si trovano in Al Dhagaya.

Un altro punto di riferimento è il museo delle donne (Dubai Women's Museum) dedicato alle donne che hanno saputo distinguersi nella cultura e nella scienza.
Nei pressi della periferia settentrionale di Al Dhagaya, si trova l'uscita del Al Shindagha Tunnel, che collega Deira a Bur Dubai, attraversando il Dubai Creek.